# Tuyền Sơn
Tuyền Sơn (chữ Hán giản thể: 泉山区, âm Hán Việt: Tuyền Sơn khu) là một quận thuộc địa cấp thị Từ Châu, tỉnh Giang Tô, Cộng hòa Nhân dân Trung Hoa. Quận này có diện tích 62,7 km², dân số năm 2005 là 427.000 người. Về mặt hành chính, quận Tuyền Sơn được chia ra 10 nhai đạo: Vương Lăng, Vĩnh An, Hồ Tân, Đoạn Trang, Địch Sơn, Khuê Sơn, Hoà Bình, Thái Sơn, Kim Sơn, Thất Lý Câu.